# Ulrich Wildermuth
Ulrich Wildermuth (* 27. August 1931 in Stuttgart; † 12. Mai 2011 in Ulm) war ein deutscher Journalist.
Wildermuth war Mitglied der Tübinger Stuttgardia. Von 1969 bis 1997 war er Chefredakteur der Ulmer Tageszeitung Südwest Presse. 1997 erhielt er die Reinhold-Maier-Medaille. 1988 wurde er mit dem Theodor-Wolff-Preis ausgezeichnet.

## Schriften
- Die Zeit mit Helmut Kohl (geschrieben 1997). Books on demand, Norderstedt 2001, ISBN 3-8311-2372-1.
- Wovon Demokratie lebt. Erwin Teufel im Gespräch mit Sibylle Krause-Burger und Ulrich Wildermuth. Deutsche Verlags-Anstalt, Stuttgart 1995, ISBN 3-421-05020-1.
- Paul Noack, Bernd Naumann: Wer waren sie wirklich? Ein Blick hinter die Kulissen der 11 interessantesten Prozesse der Nachkriegszeit. Unter Mitarbeit von Ulrich Wildermuth, Gentner, Bad Homburg v. d. H. 1961, DNB 453596754.